# Wassermann (bunker)

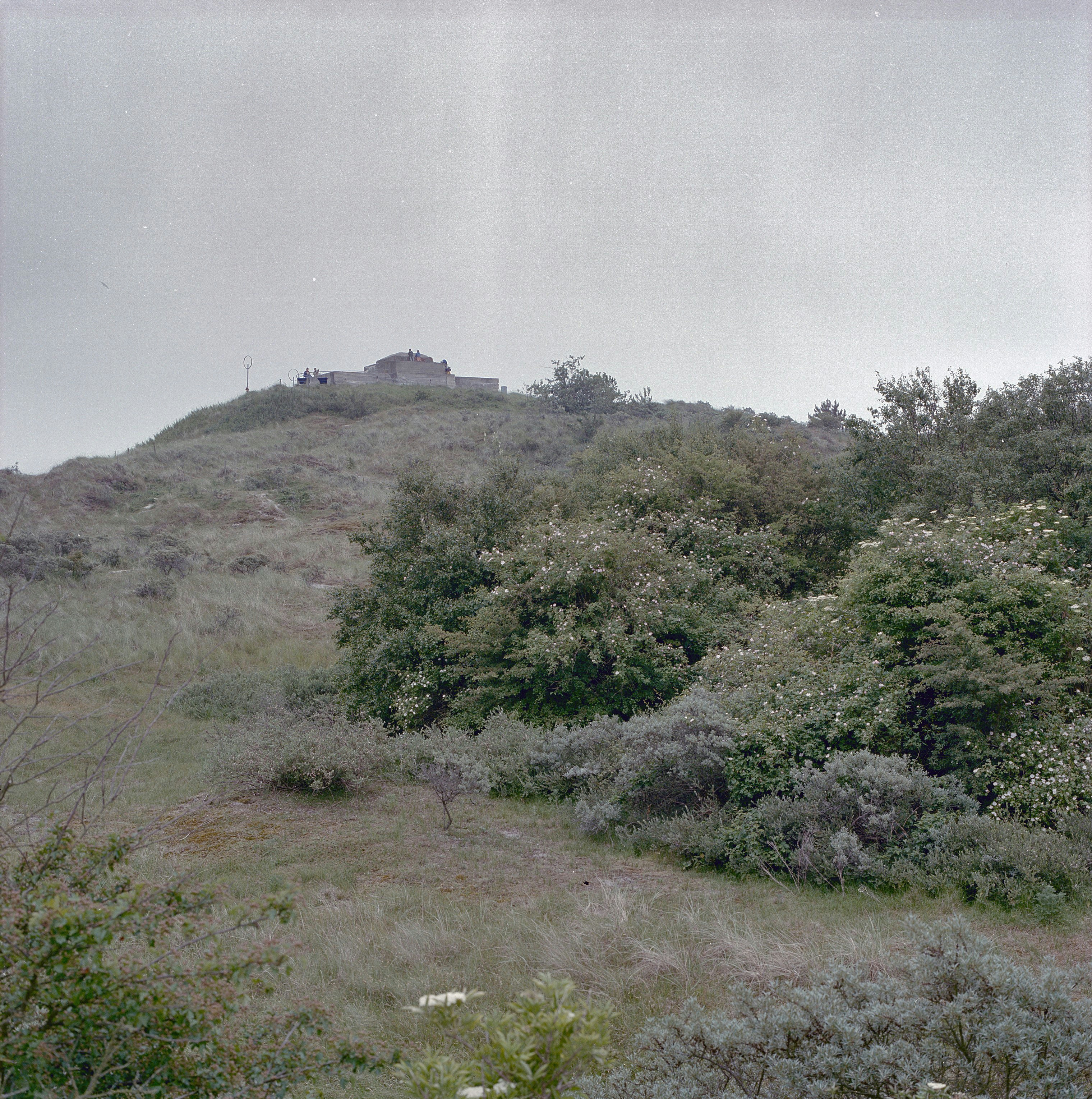
Bunker Wassermann op Schiermonnikoog

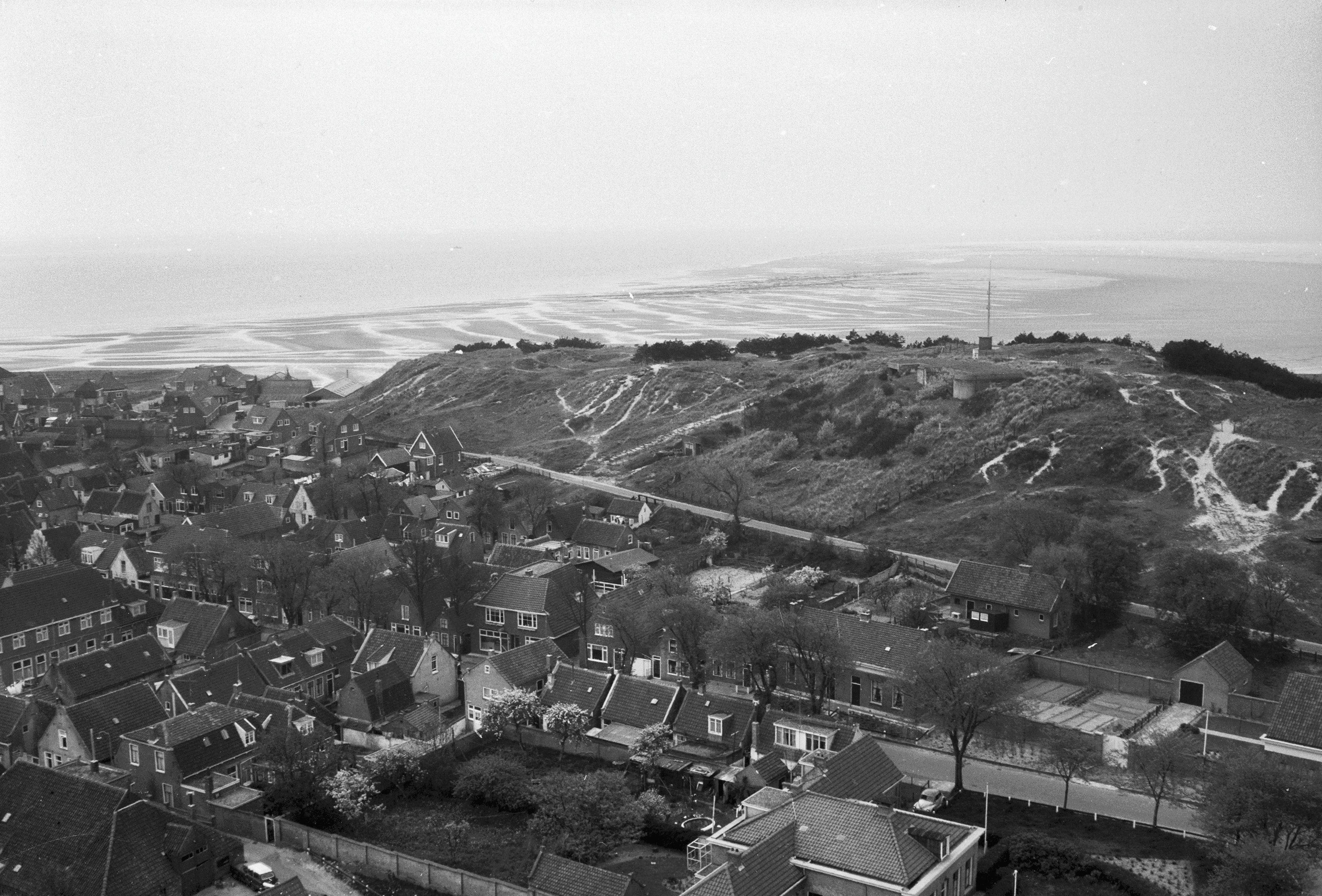
Hoge Duin met Wassermanbunker op Terschelling

De Wassermann is een ruim 27 meter lange bunker met een grote radar type S (Schwer) op de Nederlandse waddeneilanden Terschelling en Schiermonnikoog.
De bunkers maakten deel uit van de Atlantikwall, een verdedigingslinie van de Duitsers in de Tweede Wereldoorlog. Het is een zogenoemde Nachrichtenanlage. De bunker ontleent haar naam aan het type radarinrichting die erop had moeten worden geplaatst: de FuMG.42 „Wassermann S“.

## Schiermonnikoog
Op Schiermonnikoog werd de radar nooit operationeel, omdat de (Nederlandse) bunkerbouwers de koker voor de antennemast opzettelijk een te nauwe diameter hebben gegeven. Ter vervanging werd enkele kilometers verderop in de duinen bij paal 5 een FuMG.41 „Wassermann L" neergezet.

## Terschelling
De bunker op het Hoge Duin bij West-Terschelling was wel volledig operationeel. De radar is in 1948 neergehaald.